# 和田サトシ
和田 サトシ（わだ さとし、1975年9月18日 - ）は、日本の俳優、声優。男性。ケイエムシネマ企画所属。おにぎりスキッパーズ2にて主に舞台の公演をしている。
本名・旧芸名は和田 智。

## 出演

### 舞台
- おにぎりスキッパーズ「Pick'n&Roll」
- 99.9 新宿シアターサンモール　他多数出演

### テレビ
- 土曜ワイド劇場「おとり捜査官・北見志穂3」（テレビ朝日）
- 嗚呼!バラ色の珍生!!（日本テレビ） - 再現VTR
- ふたりエッチ（WOWOW）
- おはスタ（テレビ東京） - 火曜日レギュラー
- Shin D六本木野獣会 - バンド仲間
- 恋のバカヤロー!（TBS）
- アンフェア2006SP（フジテレビ） - バーの店員役
- 演歌の女王 第5話（日本テレビ） - ホスト役
- LIAR GAME シーズン2～エピソード0～（フジテレビ） - LGT事務局員
- ゲゲゲの女房（NHK） - エレキ青年
- 逃亡弁護士 成田誠 第10話（関西テレビ） - 加害者
- L et M わたしがあなたを愛する理由、そのほかの物語（BeeTV）
- 匿名探偵 第7話（テレビ朝日） - 男

### 特撮
- 未来戦隊タイムレンジャー（テレビ朝日） - ロンダー刑務所の職員（ギエン人間体）

### 映画
- アンフェア the movie - テロリスト役
- 仮面ライダーアマゾンズ THE MOVIE 最後ノ審判（2018年）

### PV
- ウルフルズ「しあわせですか」「明日があるさ」
- パイレーツ「渚のシンデレラ」
- キャプテンCOW
- サザンオールスターズ　「ゼロワンメッセンジャー」
- 椎名林檎「ここでキスして」
- 花*花「あーよかった」

### ラジオ
- ベイＦM｢ジャパンレンタルリーグ　ホットサーティ｣レポーター／1998年7月からレギュラー
- 衛星ラジオミュージックバード「ネリチャギ」パーソナリティー

### テレビアニメ
2001年
- キャプテン翼（パスカル）
- こちら葛飾区亀有公園前派出所（白鳥麗次〈2代目〉、ペリー、社員）

2002年
- こちら葛飾区亀有公園前派出所（係り、警官、監視員、フランス人、ケンモデーラ、運転手）

### ゲーム
- DEAR BOYS（島袋健太）
- こちら葛飾区亀有公園前派出所

### WEB
- ホンダ カーナビ